# Okręgowa Spółdzielnia Mleczarska w Jasienicy Rosielnej
Okręgowa Spółdzielnia Mleczarska w Jasienicy Rosielnej – mleczarnia położona w województwie podkarpackim, w powiecie brzozowskim, w gminie Jasienica Rosielna, w Jasienicy Rosielnej. Została utworzona w 1927 roku przez Stanisława Karola Wysockiego, księdza Józefa Królickiego oraz Henryka Krausa. Skupuje mleko krowie od hodowców bydła z gmin województwa podkarpackiego i kilku gmin województwa małopolskiego.

## Produkty
- mleko,
- jogurty,
- kefiry,
- twarogi,
- śmietana,
- masła,
- maślanki,
- serki FROMAGE